# 皇甫群星
皇甫群星，中国人民解放军军人、驻外武官。历任驻蒙古武官、驻智利武官、驻古巴武官（均为大校衔）。2021年，任驻日本国防武官（陆军少将衔）。

## 荣誉

### 外国勋章奖章
- 友谊奖章（蒙古，2010年9月21日批准[6]）